# Brouwerij Het Sas

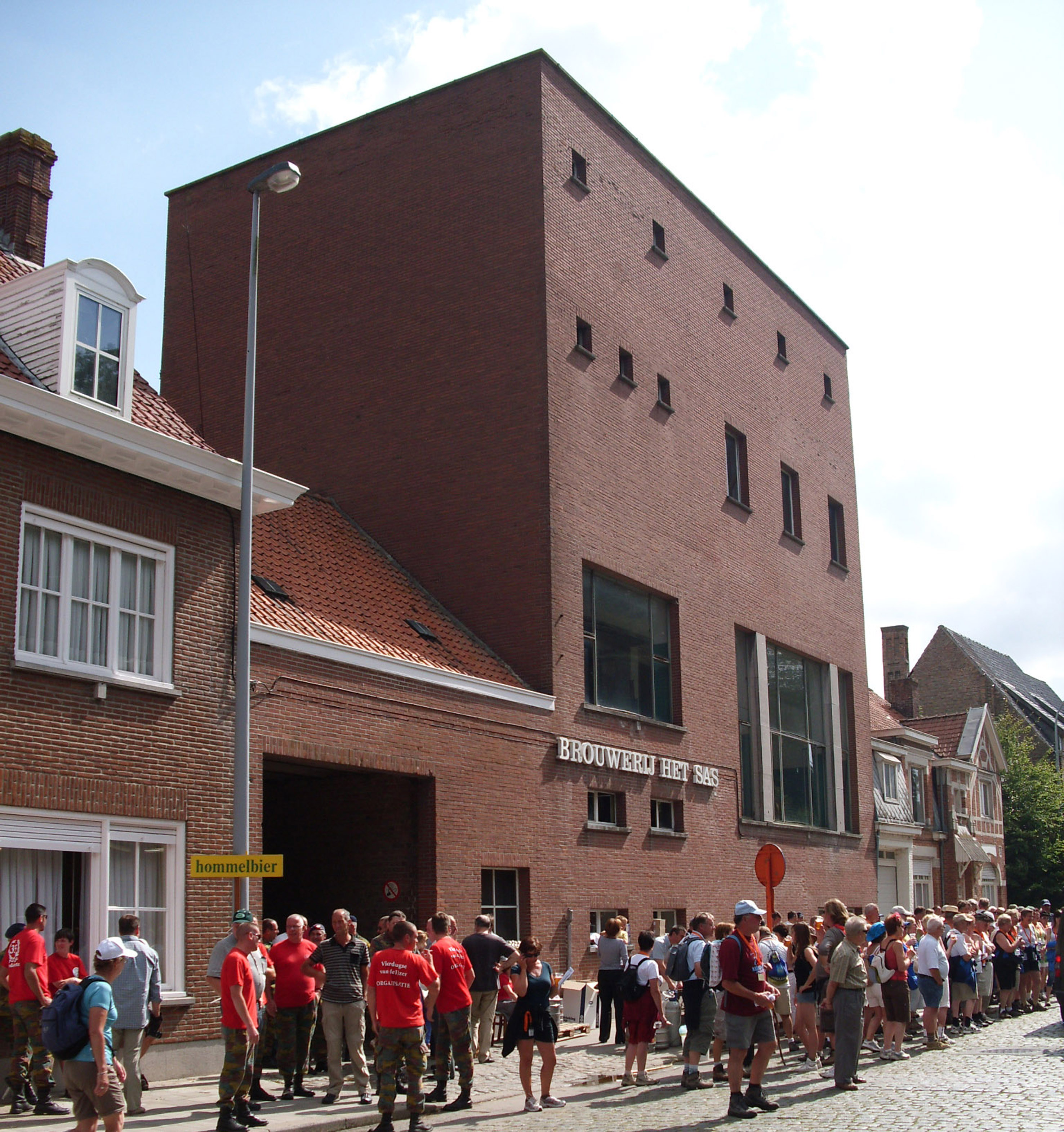
De brouwerij in 2009.

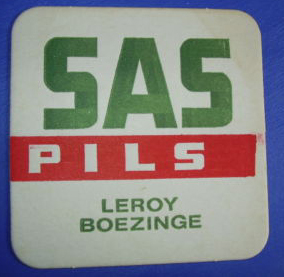
Een bierviltje.

Brouwerij Het Sas, ook Brouwerij Leroy genoemd, is een bierbrouwerij in Boezinge, een deelgemeente van de Belgische stad Ieper.

## Geschiedenis

### Oprichting
Brouwerij Het Sas werd opgericht aan het kanaal in 1572 in Boezinge. Na te zijn platgebrand tijdens de Eerste Wereldoorlog werd de brouwerij herbouwd in het centrum van Boezinge waar sinds 1924 non-stop gebrouwen wordt.
In de late middeleeuwen bouwden de Spanjaarden bij Boezinge een sluis, wat men in het West-Vlaams "Sas" noemde, vandaar de latere naam. De brouwerij, die toen nog "De Bauw Overdragh" noemde, was daar gevestigd tot in de Eerste Wereldoorlog de ganse omgeving alsook het bedrijf werd verwoest. Omwille van die verwoestingen is er weinig informatie van de werking voor 1900. De brouwerij bestond in elk geval reeds in 1572, wat haar tot één der oudste van het land maakt. De brouwerij was aanvankelijk in bezit van de familie Clarisse. Carolus Leroy, zoon van een brouwersfamilie uit Zuidschote, huwde met de dochter uit de familie Clarisse en na het overlijden van zijn schoonvader, kwam de brouwerij aan het sas in handen van Carolus Leroy.

### Nieuwe start
Sylvère Leroy (1885-1961) en zijn echtgenote Rachel Sys (1881-1954) kochten een verwoeste boerderij in het dorp van Boezinge en gingen in 1924 opnieuw van start en noemden hun bedrijf Brouwerij Het Sas. Tijdens de Tweede Wereldoorlog kon men verder brouwen en zoon Karel zette vanaf 1952 het bedrijf verder. Na zijn overlijden begin 1988, namen zijn zonen Philip en Hendrik Leroy, 10e brouwersgeneratie van de familie Leroy, de leiding over.  Sinds juli 2016 staat Karel Leroy, zoon van Philip Leroy, mee aan de leiding van de brouwerij.

### Samenwerking
In 1962 kwam Brouwerij Van Eecke door familiebanden in handen van de familie Leroy. De samenwerking tussen beide familiebrouwerijen werd steeds beter en beide bedrijven geraakten meer en meer verbonden met elkaar. Op beide sites wordt tot op de dag van vandaag nog gebrouwen maar de botteling van alle bieren vindt plaats in Boezinge. Brouwerij Het Sas is ook het logistiek centrum van deze samenwerking.

## Leroy Breweries
In 2016 werden enkele belangrijke beslissingen genomen om de toekomst te verzekeren en competitief te blijven. In juli 2016 kwam Karel Leroy, de 11e brouwersgeneratie, het managementteam versterken om de opvolging te verzekeren. Later dat jaar, in november, werd de samenwerking tussen Brouwerij Het Sas en Brouwerij Van Eecke verder versterkt door vanaf dan onder één naam naar buiten te komen: Leroy Breweries.

## Bieren
Brouwerij Het Sas had een productie van 28.000 hectoliter in 2015.

De volgende biersoorten worden of werden er gebrouwen:
- West Pils
- Yperman
- Bock Leroy
- Bruin Leroy
- Ridder
- Kerelsbier
- Paulus
- Sas Pils
- Stout Leroy